# Curt Hawkins & Zack Ryder
The Major Players es un equipo estadounidense de lucha libre profesional forma parte de Matt Cardona, Brian Myers & Chelsea Green que trabaja en Impact Wrestling. quienes trabajaron en la WWE en las marcas ECW, SmackDown y Raw.
Desde el 1 de mayo de 2007 hasta el 16 de diciembre de 2007, el equipo fue conocido como los Major Brothers, hasta que fueron reestructurados y renombrados Curt Hawkins & Zack Ryder como aficionados y socios de Edge en el episodio de SmackDown del 21 de diciembre de 2007.

## Carrera

### New York Wrestling Connection (2004–2006)
Ambos debutaron como un equipo en New York Wrestling Connection (NYWC) durante el 2004 con Matthew Cardona usando el nombre de Brett Matthews y Bryan Mayers usando su nombre verdadero. Para el 2005 fueron un equipo habitual y después de hacer brevemente pareja con otras personas en un torneo de dos noches, se reformaron para derrotar por descalificación a los Campeones en Pareja de la NYWC Dickie Rodz & Mason Raige. En el próximo evento, el 4 de junio, consiguieron una revancha de manera decisiva para ganar los Campeonatos en Pareja. Posteriormente, ese mismo mes, fueron atacados por The Dead Presidents (Lo Lincoln & Boog Washington). A pesar de que inicialmente defenderían sus títulos contra ellos en julio, lo hicieron hasta el 27 de agosto. El 23 de septiembre se celebró un three way match con los campeonatos en juego, donde Team Tremendous (Dan Barry & Ken Scampi) terminaron con los cinturones. Después de continuar triunfando en sus próximos combates volvieron a conseguir una oportunidad por el campeonato, ganándolo por segunda ocasión el 25 de enero de 2006. Ostentaron los títulos hasta el 26 de marzo, cuando The B.S. Xpress (Tony Burma & Mike Spinelli) los arrebataron del oro.

### World Wrestling Entertainment/WWE (2006-2009, 2019–2020)

#### Deep South Wrestling (2006-2007)
Matthews y Mayers se trasladaron a Deep South Wrestling (DSW) en Georgia cambiando sus nombres a Brett y Brian Majors, apareciendo colectivamente como The Majors Brothers. Fueron derrotados el 1 de junio en su combate debut contra Montel Vontavious Porter & Eric Pérez. Se alzaron con su primera victoria el 15 de junio frente a Francisco Ciatso & Cru Jones, pero perdieron, en julio, contra Urban Assault (Pérez & Sonny Siaki) en un four way title contendership match. Continuaron su rivalidad con Ciatso, quien cambió de pareja con frecuencia, pero que nunca logró derrotar a The Majors Brothers. Después de una racha de seis victorias consecutivas tuvieron un combate en contra de The Untouchables (Dice Domino & Deuce Shade) que en ese momento reinaban como Campeones en Pareja de la DSW. El 12 de octubre, The Majors Brothers se convirtieron en los nuevos campeones después de que el combate tuviera que reiniciarse debido a una situación de doble pin.
Como campeones, el equipo se convirtió en un blanco para los aspirantes al título y después de su primer defensa fueron atacados por Urban Assault. Un combate programado contra ellos en noviembre, terminó en doble descalificación cuando The Gymini interfirió en el combate para atacar a ambos equipos, mientras que una lucha por los títulos en contra de The Gymini la semana siguiente vio otra descalificación con Urban Assault devolviéndoles la interferencia. La semana próxima, el 20 de noviembre, The Majors Brothers perdieron sus títulos frente a Urban Assault. Su revacha terminó sin resultado cuando el mánager de Urban Assault, G-Rilla, comenzó a luchar con The Freakin' Deacon que estaba en la esquina de The Majors. Después de que el Campeonato en Parejas de la DSW quedara vacante después de todos los inconvenientes que hubo, The Majors fueron colocados en un three way tag team match el 19 de enero de 2007 por los títulos, donde derrotaron a The Samoan Fight Club (Afa, Jr. & Siaki) y The Blue Bloods (Darren Matthews & Dave Taylor) para convertirse en campeones por segunda ocasión. Ostentaron brevemente el campeonato, perdiéndolo el 8 de marzo frente a Team Elite (Derrick Neikirk & Mike Knox). The Majors se quedaron en DSW hasta abril, intercambiando victorias con The Blue Bloods y haciendo equipo con Kofi Nahaje Kingston para derrotar a The Next Generation Hart Foundation (Harry Smith & TJ Wilson) & Shawn Osborne.
El 15 de abril de 2020, ambos fueron liberados de su contrato como producto de un recorte de personal debido a la pandemia de COVID-19

#### Ohio Valley Wrestling (2007)
Brian Majors se adelantó a la primera aparición del equipo en las grabaciones del 25 de abril de Ohio Valley Wrestling (OVW) en un combate con tiempo límite de 15 minutos que terminó en empate contra Jay Bradley. Debutaron como un equipo con el nombre ligeramente modificado a The Major Brothers el 9 de mayo al alzarse con la victoria frente a Los Locos (Ramon & Paul). Después de derrotar a Gothic Mayhem (Johnny Punch & Pat Buck) en combates sucesivos, vencieron a los Campeones Sureños en Parejas de la OVW "The Hammer" Charles Evans & "The Ox" Justin LaRouche (Bam Neely, integrante futuro del stable La Familia) dos veces sin el título en juego, una de ellas por descalificación. Esta serie de victorias les permitió enfrentarse el 15 de junio a Evans & LaRouche, junto con Dr. Thomas en un three-on-two handicap tag match para ganar el Campeonato Sureño en Parejas de la OVW.
Los excampeones los derrotaron en un four-way elimination tag team match la siguiente semana, pero un combate por el título entre estos dos el 22 de junio, vio a The Major Brothers retener el campeonato. Esto duró poco, ya que perdieron un combate sin el título en juego y posteriormente uno con el campeonato en la línea frente a The James Boys (K.C. James & Kassidy James) el 29 de junio. Su revancha terminó en un doble countout y después de esto The Major Brothers sólo lograban ganar por descalificación, por lo que los títulos no podían cambiar de manos. Perdieron la revancha decisiva el 13 de julio. En octubre compartieron una rivalidad con Paul Burchill, quienes inicialmente ganaron frente a él y Drew McIntyre, luego otra vez frente a Burchill y Stu Sanders y finalmente contra The Empire (Sanders & McIntyre). Siguieron victoriosos en un four corners tag team match frente a Los Locos, The Empire y LaRouche acompañado por Andrew Vein. Llevaron este impulso a un torneo por el Campeonato Sureño en Parejas derrotando a Gothic Mayhem y Los Locos en rondas sucesivas antes de ser derrotados por Burchill & Sanders, por lo cual no lograron recuperar los títulos.

#### 2007
The Major Brothers hizo su debut televiso en la WWE en la edición del 1 de mayo de 2007 de ECW on Sci Fi derrotando a Matt Striker y Marcus Cor Von en un tag team match. Fueron descritos como un equipo desconocido y su primera victoria fue la única que tuvieron en ECW. Después de su combate debut, perdieron ante el equipo de Elijah Burke & Marcus Cor Von, así como ambos individualmente fueron derrotados por Burke y Striker.
The Majors fueron mandados el 17 de junio de 2007 de ECW a SmackDown! como la octava elección del Draft Suplementario de 2007. Se emitieron viñetas exagerando su inminente debut en la marca. En su debut de SmackDown! el 6 de julio de 2007, The Majors derrotaron a Jeremy Young & Mike Knox. La siguiente semana, los Majors salieron victoriosos una vez más, derrotando al equipo de Chavo Guerrero & Jamie Noble. Después de perder frente a Deuce 'n Domino el 17 de agosto de 2007, The Majors no competirían hasta el 12 de octubre de 2007, con el recién debutante Drew McIntyre derrotando a Brett. A la siguiente semana, McIntyre derrotó a Brian. El 9 de noviembre de 2007 recibieron una oportunidad por el título después de ganar una battle royal para ser contendientes número uno, pero no pudieron derrotar a los campeones, Montel Vontavious Porter & Matt Hardy.

#### 2007-2009

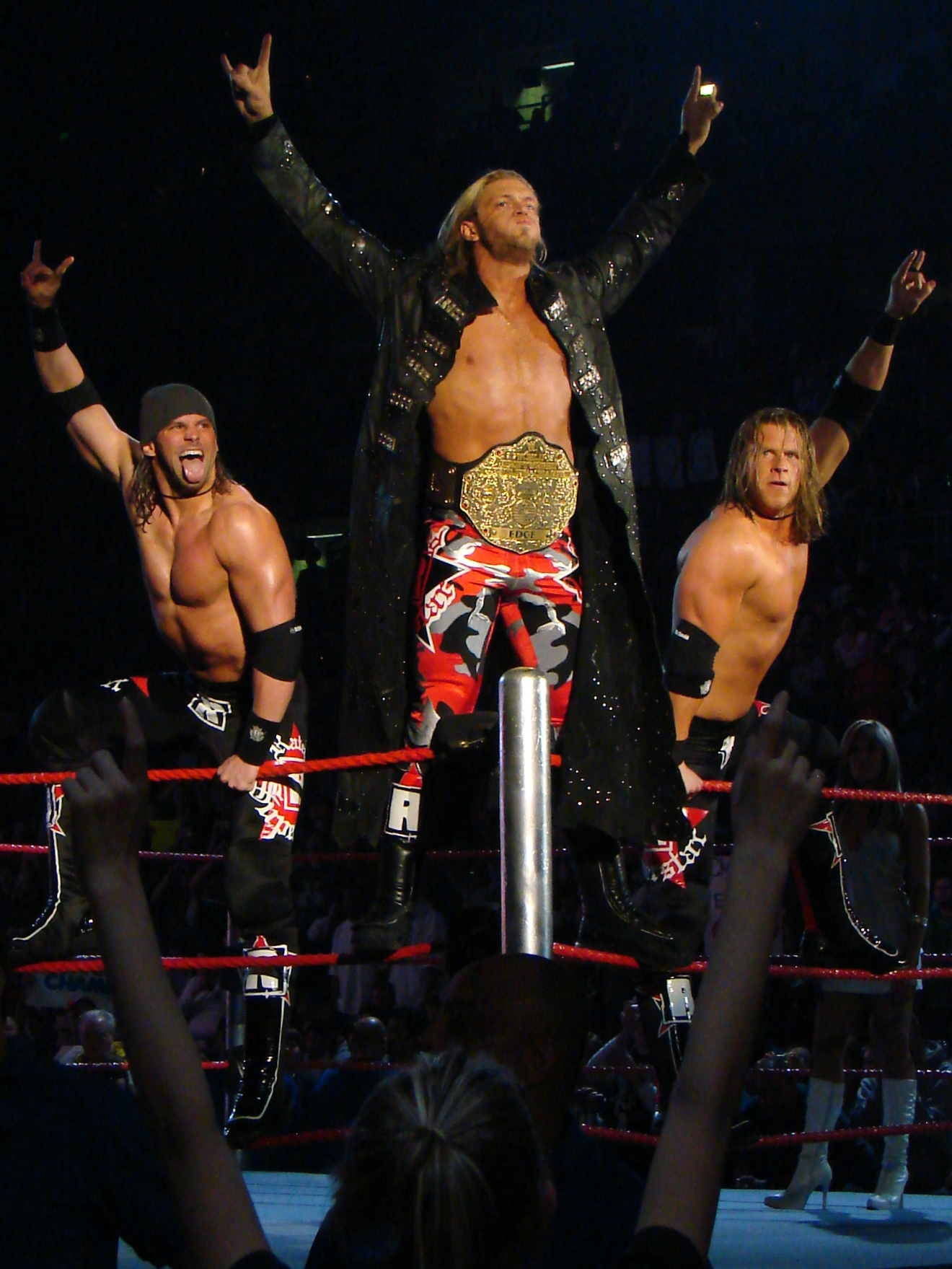
Hawkins y Ryder posando con Edge antes de su lucha.

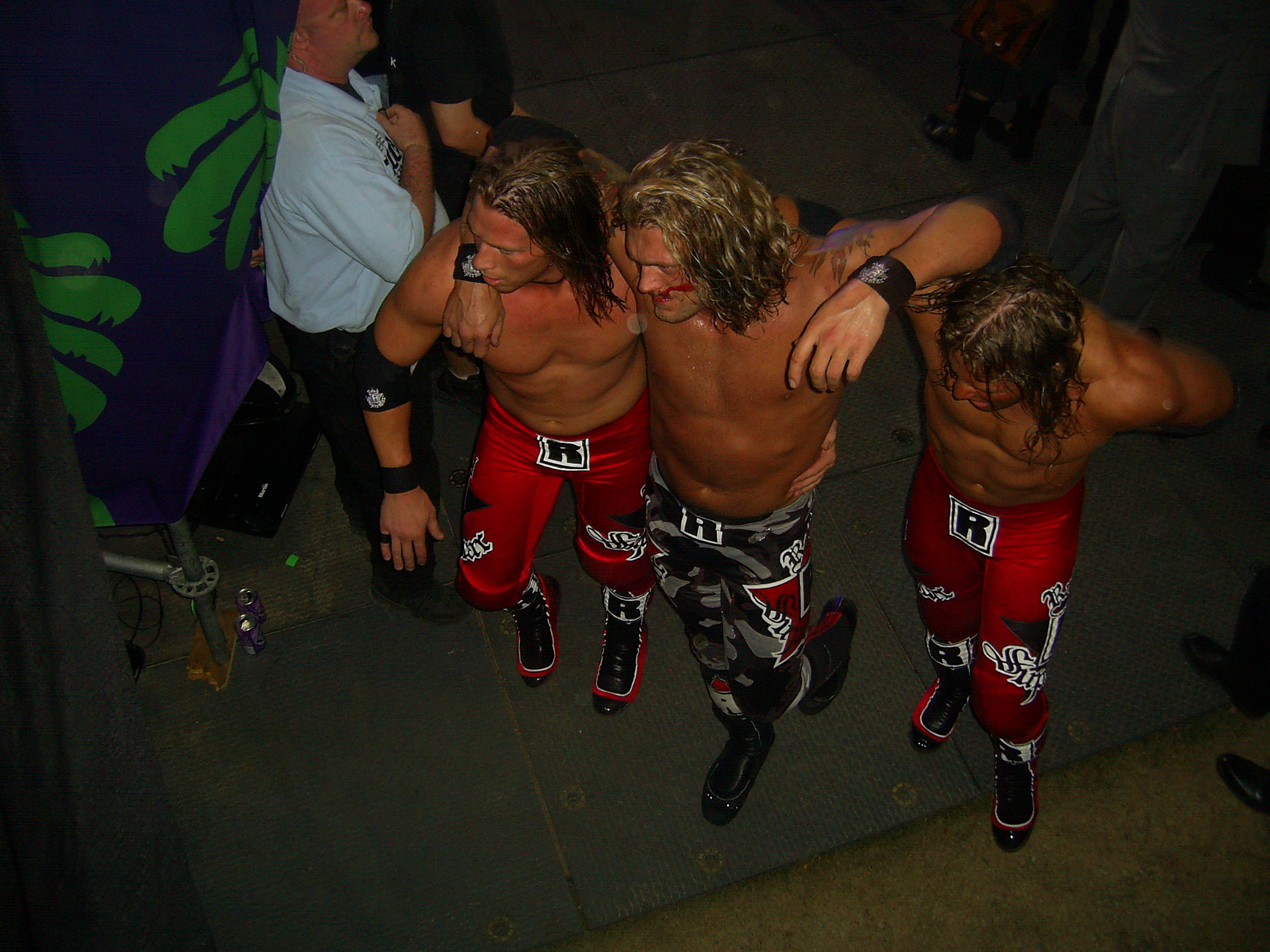
Hawkins y Ryder ayudando a Edge a llegar a los vestidores de WrestleMania XXIV.

En Armageddon, los integrantes del dúo se vistieron como Edge e interfirieron en el combate por el Campeonato Mundial Peso Pesado, recibiendo ellos los golpes en lugar de Edge para así ayudarle a ganar el título; por lo tanto giraron a heel por primera vez en su carrera en la WWE. El 21 de diciembre de 2007, los Major Brothers fueron mostrados como unos conocidos de Edge y su amante, la gerente general de SmackDown, Vickie Guerrero. The Major Brothers fueron reestructurados y renombrados, cuando el nombre de Brett y Brian Major fue cambiado a Zack Ryder y Curt Hawkins respectivamente. De vez en cuando llegaron a hacer equipo con su mentor Edge y/o con su asociado de La Familia, Chavo Guerrero en SmackDown, siendo presentados múltiples ocasiones en el main event. Con este nuevo gimmick, en ocasiones fueron referidos por los comentaristas Michael Cole y John "Bradshaw" Layfield como "The Rated-R Entourage". También se deshicieron de los pantalones cortos que el equipo vestía cuando eran los Major Brothers y comenzaron a usar mallas idénticas a las de Edge. Para diferenciarse entre ambos, Hawkins llevaba el pelo recogido en una coleta. Más tarde, el equipo cambió sus atuendos, con Ryder debutando unas mallas con diseños nuevos, mientras que Hawkins cambió de nuevo a los pantalones cortos también con nuevos diseños. Ambos comenzaron a utilizar gafas de sol y sudadera en el ring. 
El 20 de julio de 2008 en The Great American Bash, Hawkins & Ryder ganaron el Campeonato en Parejas de la WWE contra John Morrison & The Miz en un fatal four-way match que también contó con la participación de Jesse & Festus y Finlay & Hornswoggle después de que Hawkins le hiciera el pin a Jesse. Su victoria significó ser en conjunto los Campeones en Pareja de la WWE más jóvenes de la historia. En SummerSlam, La Familia pareció haber terminado cuando Undertaker regresó, envió a Edge al infierno y se negó a perdonar a Vickie - llevando a todos los integrantes del equipo a abandonarla, para luego aliarse con Big Show. En la emisión de SmackDown del 26 de septiembre de 2008, Curt Hawkins & Zack Ryder perdieron los títulos en contra de Carlito & Primo Colón en su primer defensa por el título televisada. En la edición de SmackDown del 5 de diciembre de 2008, regresaron en un tag team gauntlet match ante Jeff Hardy & Triple H donde fueron el primer y único equipo eliminado. También participaron en la battle royal por el último puesto en el SmackDown Elimination Chamber match, pero fueron eliminados por The Great Khali.
El 15 de abril de 2009, Ryder fue mandado de nuevo a ECW como parte del Draft Suplementario de 2009, separando al equipo.

#### 2011
En la edición del 12 de mayo de WWE Superstars, Hawkins ayudó a Zack Ryder a hacerse con la victoria frente a Vladimir Kozlov. La semana siguiente en WWE Superstars, Hawkins hizo equipo con Ryder para ser derrotados por Santino Marella & Vladimir Kozlov.

#### 2019–2020
En la edición del 21 de enero de RAW, The Revival atacaron a Curt Hawkins después de perder su lucha en equipos contra Bobby Roode & Chad Gable por los Campeonatos en Parejas de Raw, haciendo que Zack Ryder saliera a defender a Hawkins, reuniendo al equipo nuevamente después de 9 años, la siguiente semana en Raw, regresaron a luchar como equipo frente a The Revival(Dash Wilder & Scott Dawson), sin embargo perdieron, Ryder pasaría a  motivar a Hawkins de seguir con el equipo para romper su racha de derrotas, y en el Raw del 18 de febrero, fueron derrotados por Lucha House Party(Gran Metalik & Lince Dorado), en el Raw del 4 de marzo, participaron en una Gaultlet Match para derrotar a Heavy Machinery(Otiz Dozovic & Tucker Knight), sin embargo perdieron. Luego de la defensa de los Campeonatos en Parejas de Raw de The Revival(Dash Wilder & Scott Dawson) contra Aleister Black & Ricochet, se dio a conocer de que Hawkins y Ryder habían retado a The Revival por los Campeonatos en Parejas de Raw en Wrestlemania. en el "Kick-Off" de WrestleMania 35, Hawkins & Ryder sorprendentemente ganaron gracias a una cuenta de 3 lograda inesperadamente por Hawkins, quien a la postre rompió su racha de 269 derrotas consecutivas, derrotando a The Revival(Dash Wilder & Scott Dawson) ganando los Campeonatos por Parejas de Raw. En el Raw siguiente, derrotaron a The Revival nuevamente y retuvieron los Campeonatos en Parejas de Raw, en la siguiente semana en  Raw, junto a Aleister Black & Ricochet fueron derrotados por The Revival(Dash Wilder & Scott Dawson) & The Viking Experience(Erik e Ivar)(quienes hacían su debut), en el 9 de abril volvieron a derrotar a The Revival en un combate sin los títulos en juego, y la siguiente semana en el Raw del l6 de mayo fueron derrotados por The Viking Experience(Erik e Ivar) en un combate no titular, en el Main Event transmitido el 30 de mayo derrotaron a Karl Anderson & Luke Gallows en un combate no titular. En Super Show-Down, Hawkins & Ryder participaron en la 51-Man Battle Royal Match, pero fueron eliminados por Samoa Joe. En el Raw del 10 de junio se enfrentaron a The Revival(Dash Wilder & Scott Dawson) & a The Usos(Jimmy & Jey) en una Triple Threat Match por los Campeonatos por Parejas de Raw, sin embargo perdieron ante The Revival y terminando su reinado de 63 días, sin tener una revancha oficial, en el Main Event transmitido el 8 de agosto fueron derrotados por los Campeones en Parejas de Raw The Revival y la siguiente semana en Main Event fueron derrotados por Cesaro & EC3. Luego de esto pasaron a perseguir a Drake Maverick o R-Truth por el Campeonato 24/7, sin embargo nunca los ganaron, en el Main Event transmitido el 10 de octubre fueron derrotados por los Campeones en Parejas de SmackDown Live! The Revival, y en el Main Event transmitido el 31 de octubre derrotaron a Eric Young & Mojo Rawley. En Crown Jewel participaron en un Turmoil Match por el Best Tag Team in The World Copy, entrando de #3, sin embargo fueron eliminados por Dolph Ziggler & Robert Roode, en el Main Event transmitido el 7 de noviembre derrotaron a Erick Rowan & Eric Young. En el Raw 23 de diciembre, Zack Ryder fue derrotado por Drew McIntyre, después del combate Hawkins fue atacado por McIntyre, esto causó que en el Raw de la siguiente semana, se enfrentarían a Drew McIntyre en un 2 on 1 Handicap Match, sin embargo perdieron.
Empezando el 2020, en el Main Event tramitido el 6 y 13 de febrero fueron derrotados por The O.C(Luke Gallows & Karl Anderson), y en la transmisión del 20 de febrero derrotaron a Shelton Benjamin & Eric Young. En el Kick-Off de Elimination Chamber fueron derrotados por The Viking Raiders(Erik e Ivar).
El 15 de abril de 2020, Curt Hawkins y Zack Ryder fueron liberados de sus contratos de la WWE.

### Impact Wrestling (2022-presente)
En el episodio del 15 de abril de 2022 de Impact Wrestling, Myers, Cardona y Green atacaron a W. Morrissey durante una promoción en el ring, con Morrissey atravesando una mesa.

## Otros medios
Hawkins ha hecho varias apariciones en el show web de Ryder, Z! True Long Island Story. En el episodio 15, publicado el 26 de mayo de 2011, Hawkins jugó junto a Primo y Ryder en una parodia de un concurso de preguntas llamado "Know Your Bro" ("Conoce a tu hermano"), siendo Scott Stanford el anfitrión. Hawkins fue el único, aparte de Ryder, en tener una respuesta "correcta". En el episodio 22, publicado el 14 de julio de 2011, Hawkins fue el responsable por el robo de la cámara de Ryder durante el rodaje del show, sólo para caminar y ver a Stanford escaneando el código QR de las mallas de Ryder.

## En lucha
- Movimientos finales
  - Double lifting DDT[36] - 2008
  - Heat Stroke[37] (NYWC) / Long Island Express[37] (DSW / OVW) (Combinación de fireman's carry drop y diving neckbreaker)
  - Combinación de STO y Russian legsweep

- Movimientos de firma
  - Double hip toss, a veces derivado en backbreaker
  - Double spear[38] - 2008

## Campeonatos y logros
- Deep South Wrestling

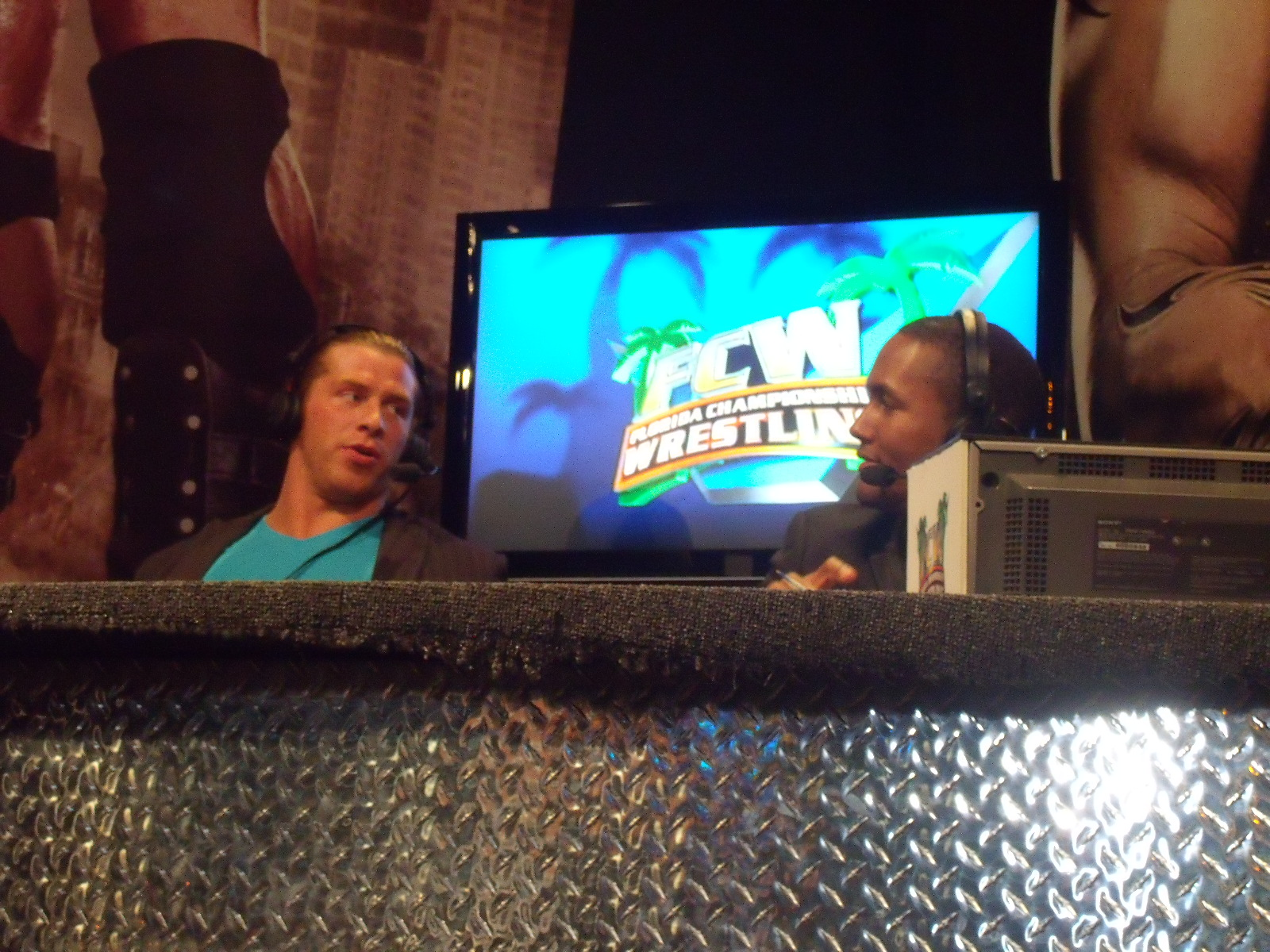
Hawkins como comentarista con Byron Saxton.

  - DSW Tag Team Championship (2 veces)[11]

- Impact Wrestling
  - Impact Digital Media Championship (1 vez) - Cardona - Myers

- National Wrestling Alliance
  - NWA Worlds Heavyweight Championship (1 vez) - Cardona

- New York Wrestling Connection
  - NYWC Tag Team Championship (2 veces)[9][39]

- Ohio Valley Wrestling
  - OVW Southern Tag Team Championship (1 vez)[14]

- World Wrestling Entertainment/WWE
  - WWE/Raw Tag Team Championship (2 veces)[40]